# Kapala cuprea
Kapala cuprea (лат.) — вид паразитических наездников рода Kapala из семейства Eucharitidae подотряда стебельчатобрюхие перепончатокрылые насекомые. Паразитоиды личинок и куколок муравьев (Formicidae) рода Pachycondyla (обнаружены на виде Pachycondyla crassinoda Latreille). Таксон был выделен в 1913 году английским энтомологом Питером Кэмероном (Peter Cameron).

## Распространение
Южная и Центральная Америка: Гайана, Тринидад и Тобаго.